# 入沢恭平

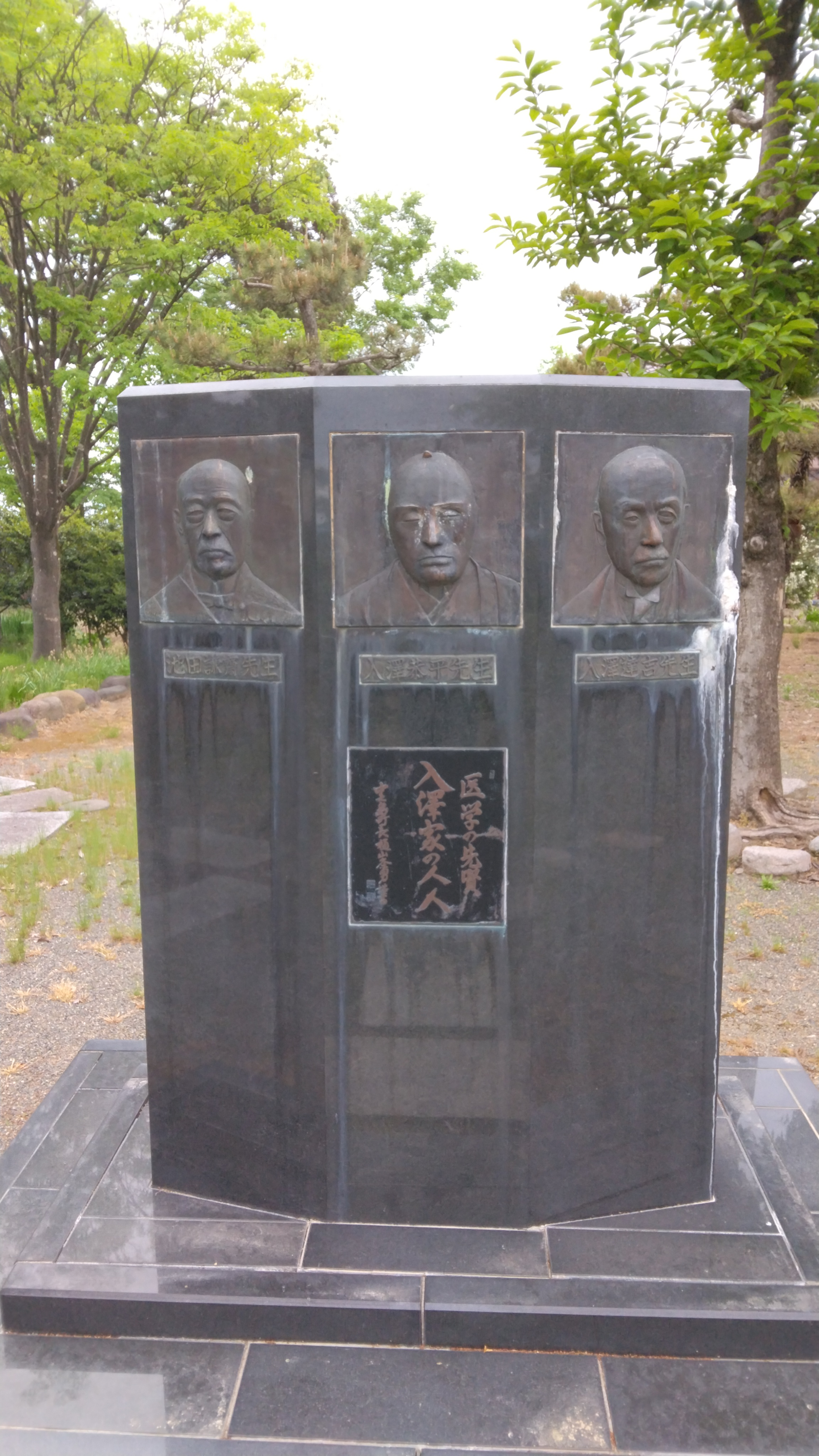
池田謙齊・入沢恭平・入沢達吉（中央が入沢恭平）撮影：長岡市入澤記念庭園 （長岡市西野）

入沢 恭平（いりさわ きょうへい、旧字体：入澤 恭平 1831年7月18日（天保2年6月10日） - 1874年（明治7年）1月10日）は、幕末・明治初期の在野の洋方医教育者、陸軍軍医。
幼名は恭助、字は尊典、号は松塢。初代東京帝国大学医学部綜理（初代の東京大学医学部長に相当）である池田謙齊の兄。入沢達吉は息子。

## 生涯
越後国蒲原郡中之島村西野（現・新潟県長岡市）に生まれる。蘭方医学者が縁戚に複数いたことで医学を志した（弟の池田謙斎も同様）。江戸に出て蘭医学者の戸塚静海と土生玄昌に教えを受ける。その後、万延元年（1860年）に長崎に赴いて、ポンペから医学を教授された。この長崎滞在中に記した日記が残されている。文久2年（1862年）に越後国に戻って医者を開業するとともに、後身の指導にも当たった。
明治4年（1871年）に陸軍一等軍医副に任命された。
1874年（明治7年）に脳内出血のため、新潟町（現・新潟市中央区）で死去した。